# Kokkedal Slot (Nordsjælland)
 Der er flere lokaliteter med dette navn, se Kokkedal (flertydig).
 For alternative betydninger, se Kokkedal Slot. (Se også artikler, som begynder med Kokkedal Slot)
Kokkedal Slot Copenhagen er et gods, oprindeligt et landsted, beliggende ved Mikkelborg i Hørsholm Kommune i Nordsjælland. Det har siden 2011 fungeret som hotel. Kokkedal er på 8,7 hektar park. I 1900 havde godset et omfang af 28 3/4 tønder hartkorn, 268 tønder land, deraf 224 ager og eng, 44 skov og have. Nærmeste nabo er Kokkedal Golfklub. Fra slottets østlige gavl er der udsigt til Øresund og øen Hven. Hovedbygningen er fra 1866 i Rosenborg-stil.

## Historie

### (1730–1960)
Slottet har sin oprindelse som fæstegård under Hirschholm Slot. I 1746 blev det udskilt og overdraget til gehejmeråd Christian August von Berckentin, der lod landstedet ("Landhaus Cockedahl") opføre som sommerbolig. Slottet blev tegnet af Johann Gottfried Rosenberg og var oprindeligt kun i én etage med mansardtag.
Efter en del ejerskifter blev landstedet i 1864 erhvervet af konsul Frederik H. Block, der i 1865 lod bygningen nedrive, hvorefter anlægget blev genopbygget i større skikkelse, indviet 1866 og fik sit nuværende udseende i to etager. De hvælvede kældre fra det oprindelige slot fik dog lov at bestå, og de eksisterer stadig. Arkitekt for det nye slot i to etager var C.V. Nielsen, og bygningen blev en pastiche på den nederlandske renæssance. Bygningen har til hver langside tre risalitter, som krones af vælske gavle. Også husets gavle er vælske. Nielsen tegnede også en avlsgård, hestestalde og forvalterbolig mm., der dog blev holdt i en nygotisk stil, og som står i gul blankmur med bånd af røde mursten.

### (1960–)
Slottet blev i 1963 solgt til Hørsholm Kommune af grosserer P.M. Daell, grundlæggeren af Daells Varehus. Det er først på dette tidspunkt at godset får navnet Kokkedal Slot.
I anledning af Hørsholm Kommunes 250 års jubilæum i 1988 dannede slottet rammen om Folketeatrets opførelse af J.C. Hostrups Eventyr på Fodrejsen, som blev et flot iscenesat tilløbsstykke. Hostrup blev i sin tid inspireret til stykket en sommer, hvor han var huslærer på slottet. I forbindelse med by-jubilæet arrangerede Hørsholm Kommune friluftkoncert på plænen foran slottet med Anne Linnet Band som havde Sanne Salomonsen med som gæstesolist, året efter var kommunen vært for andre kulturelle arrangementer ved slottet bl.a. klassisk koncert og optræden af Jytte Abildstrøms Teater.
I 1993 blev Kokkedal (Slot) landsted videresolgt til Stig Husted-Andersen for 9,5 mio. kr. på den betingelse, at det skulle omdannes til hotel og restaurant. Dette skete dog aldrig, og slottet fik lov at gå i forfald, hvilket var genstand for en del ballade. Husted-Andersen blev beskyldt for at benytte ejendommen i forbindelse med skattespekulation.
Hørsholm Kommune lagde i 1998 sag mod Husted-Andersen for brud på klausulen om omdannelse til hotel og restaurant. Sagen endte i Højesteret, der i 2003 pålagde Husted-Andersen at overdrage slottet til kommunen. På det tidspunkt var det forfaldet så meget, at overdragelsessummen blev 0 kr.
Efter at Keops Development i 2005 overtog slottet, var der atter forhåbninger om, at ejendommen ville blive sat i stand og anvendt til nyttige formål.
I 2007 overtog bygningsentreprenørvirksomheden Kjær & Lassen A/S ejerskabet og projektudviklingen af Kokkedal Slot. Det påbegyndte projekt, der var godkendt af Hørsholm Kommune og naturfredningsmyndighederne, indebar, at slottet med tilhørende bygninger forventedes at stå færdigt som et hotel/konferencecenter med restaurant i september 2010. Hotellet var projekteret til at indeholde 75 værelser og suiter fordelt på hovedslottet og de tre sidebygninger omfattende i alt ca. 3.400 m². Den store kælder på hovedslottet på næsten 700 m², som restauranten indgår som en del af, er efter renoveringen af slottet det eneste, der er bevaret af det oprindelige slot fra 1746.
På grund af det fremskredne forfald på slottet (råd og svamp) og den valgte tilgang (renovering frem for restaurering), er meget lidt at interiøret blevet bevaret. Kun de gamle porcelænsovne er bevaret.
Forvalterboligen blev revet ned i 2008 og erstattet af bygninger, der imiterer avlsgårdens stil.

## Ombygning (2008–2010)
Landstedet og de tre sidebygninger gennemgik en omfattende renovering i 2008-2010 ud fra følgende tidsplan:
- Etape 1 (afsluttedes i juni 2008): renovering og sikring af slottets klimaskærm (tag, facader, vinduer mv.). Udbedring af råd- og svampeskader.

- Etape 2 (juli 2008 – september 2009): renovering og sikring af de to sidebygningers klimaskærm (forpagterbolig og herskabsstald). Indvendige arbejder på hovedslottet og i de to sidebygninger. Opførelse af en ny bygning mellem forpagterboligen og slottet.

- Etape 3 (ultimo 2009 – primo 2010): færdiggørelse af bygningerne, herunder aptering og installationsarbejder.

- Etape 4 (primo 2010 – september 2010): udvendige anlægsarbejder, park og vejrenovering.

## Kokkedal Slot Copenhagen (2011–)
Hovedbygningen og de tre sidebygninger har siden 2011 fungeret som hotel med 59 værelser og blandt andet restaurant, konferencecenter og spa- og wellness. Konferencecentret består af 7 lokaler med plads til mellem 4 og 112 personer. Slottet og herskabsstalden er blevet restaureret i 2013 og herudover er der opført to nye bygninger.  I februar 2024 afgjorde Sø- og Handelsretten, at slotten ikke måtte benytte varemærket "Kokkedal Slot Copenhagen" til hotel- og restaurant-delen, hvor dommerne lagde vægt på at Copenhagen stod med mindre skrift i logoet, da det kunne forveksles med Kokkedal Slot i Nordjylland der driver det samme. Sidstnævnte blev tilkendt en erstatning og et vederlag på to millioner samt sagsomkostninger, og parterne fik fire uger til at beslutte om der skulle ankes.

## Ejere af Kokkedal
- (1730-1746) Dronning Sophie Magdalene
- (1746-1758) Christian August von Berckentin
- (1758-1768) Louise Berckentin gift Scheel von Plessen
- (1768-1771) Christian Ludvig Scheel-Plessen
- (1771-1799) Heinrich von Levetzow
- (1799-1806) Ernst Frederik von Walterstorff
- (1806-1810) Haagen Christian Astrup
- (1810-1813) Ulrik Christian von Schmidten
- (1813-1829) Isaacs Benners
- (1829-1837) John Brown
- (1837-1843) A.N. Hansen
- (1843-1864) Malthe Bruun Nyegaard
- (1864-1892) Frederik H. Block
- (1892-1897) Enkefru Block
- (1897-1902) Enkefru Blocks dødsbo
- (1902-1910) Axel Heide
- (1910-1932) Andreas du Plessis de Richelieu
- (1932-1940) Enkefru du Plessis de Richelieu
- (1940-1963) Peter Møller Christensen Daell
- (1963-1993) Hørsholm Kommune
- (1993-2003) Stig Husted-Andersen
- (2003-2005) Hørsholm Kommune
- (2005-2007) Keops Development A/S[1]
- (2007-2013) Kjær & Lassen A/S[1]
- (2013-) M. Goldschmidt Holding A/S[6]